# 8 червня
8 червня — 159-й день року (160-й у високосні роки) в григоріанському календарі. До кінця року залишається 206 днів.

## Свята і пам'ятні дні

### Міжнародні
ООН: Всесвітній день океанів

### Національні
Карелія: День Республіки Карелія

### Релігійні

#### Християнство
- День Святих Северина і Вікторина.

Православні:
- Великомученика Феодора Стратилата.
- Преподобного Єфрема, патріарха Антіохійського.
- Преподобного Зосими Фінікійського.
- Святителя Феодора, єпископа Суздальського.

### Іменини
✙ Православні: Теодор 

✝  Католицькі: Ядвіга

## Події
- 1668 — Петра Дорошенка обрано гетьманом України.
- 1783 — Розпочалося виверження вулкана Лакі, Ісландія, найбільш відоме в історії вулканічне виверження, що призвело до тисяч жертв.
- 1815 — завершився Віденський конгрес.
- 1815 — Варшавське князівство анексовано Російською імперією під назвою Королівства Польського.
- 1824 — Канадець Ноа Кашинг запатентував машину для миття і валяння вовни.
- 1827 — заснований грязьовий курорт Саки.
- 1869 — Американець Айвз Макгаффні запатентував пилосос.
- 1915 — Казимир Малевич створив свій перший «Чорний квадрат» (загалом відомі 4 авторські варіанти).
- 1918 — проголошена Грузинська Демократична Республіка.
- 1919 — в ході Чортківської офензиви, Українська Галицька армія здобула Чортків та змусила польську армію до відступу на відстань 120 км.
- 1924 — Британці Джордж Меллорі й Ендрю Ірвін вирушили на підкорення Евересту (дехто вважає, що цим альпіністам вдалося підкорити вершину задовго до Е. Гілларі).
- 1928 — Здійснено перший авіаційний переліт зі США в Австралію.
- 1934 — У СРСР прийнятий закон «про зраду батьківщині», що передбачав колективну відповідальність членів родини.
- 1940 — Оголошено про відкриття плутонію, 94-го елемента в періодичній таблиці.
- 1947 — Уперше відкрите судноплавство по всьому Дніпру.
- 1949 — Вийшов у світ роман Джорджа Орвелла «1984».
- 1965 — Американські компанії «Фрито-Лей» і «Пепсі-Кола» злилися, утворивши компанію «PepsiCo».
- 1966 — У СРСР засноване Товариство охорони пам'ятників історії і культури.
- 1967 — у Середземному морі повітряні та морські сили Ізраїлю помилково атакували американський корабель «ЮСС Ліберті» (USS Liberty), який спостерігав за воєнними діями в регіоні.
- 1988 — З радянським екіпажем у космос полетів перший болгарин — Олександр Александров.
- 1989 — У Франції вперше представлений бойовий вертоліт Мі-28.
- 1992 — вийшов перший номер газети «Флот України», єдиної україномовної газети ВМС ЗСУ в Криму.
- 1993 — Розпочався всеукраїнський страйк шахтарів.
- 1999 — вперше в Україні стала доступною програма міжнародного бакалаврату. Навчання за цією програмою запропонувала своїм учням Печерська міжнародна школа в Києві.

## Народились

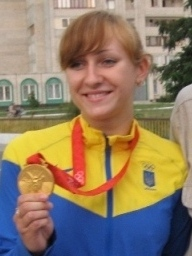
Ольга Жовнір

Дивись також Категорія:Народились 8 червня
- 1625 — Джованні Доменіко Кассіні, французький астроном, директор Паризької обсерваторії. Він відкрив обертання Юпітера та Марса, 4 нові супутники Сатурна, першим дав точне визначення паралаксу Сонця (пом. 1712).
- 1671 — Томазо Джованні Альбіноні, італійський композитор епохи бароко.
- 1810 — Роберт Шуман, німецький композитор (пом. 1856).
- 1823 — Джузеппе Фіореллі, італійський археолог (пом. 1856).
- 1829 — Джон Еверетт Мілле, англійський живописець, один із засновників Братства прерафаелітів.
- 1837 — Іван Крамськой, російський художник-передвижник українського походження, майстер жанрового і портретного живопису, теоретик образотворчого мистецтва.
- 1858 — Олександр Рогоза, український військовий діяч. Військовий міністр Української Держави у 1918, розстріляний більшовицьким ЧК.
- 1867 — Френк Ллойд Райт (англ. Frank Lloyd Wright), американський архітектор (музей Гуггенхайма) і теоретик архітектури. Засновник органічної архітектури, у якій застосовуються природні форми, кольори та текстура, споруди, що немовби обтікають дерева, кімнати, що переходять одна в іншу усередині будинку (пом. 1959).
- 1892 — Микола Полікарпов, радянський авіаконструктор, розробник та співрозробник понад 80 літальних апаратів різних типів, у тому числі По-2, І-15, І-16 І-180 тощо.
- 1903 — Марґеріт Юрсенар, французька письменниця; перша жінка — член Французької академії
- 1910 — Джон Вуд Кемпбелл, американський письменник і редактор, сприяв становленню «Золотого віку наукової фантастики».
- 1913 — Н. Річард Неш , американський драматург, сценарист і прозаїк. Автор сценарію екранізованої опери Джорджа Гершвіна «Поргі та Бесс» (1959) зі знаменитою арією «Summertime», для написання якої основою стала українська колискова «Ой ходить сон коло вікон».
- 1916 — Френсіс Крік, британський біолог-дослідник, лауреат Нобелівської премії у галузі фізіології та медицини 1962.
- 1920 — Іван Кожедуб, український пілот-ас (пом. 1991).
- 1921 — Хаджі Мохамед Сухарто, президент Індонезії у 1968—1998, диктатор (пом. 2008).
- 1925 — Гурій Марчук, математик, академік.
- 1926 — Ірина Сеник, українська поетеса, дисидентка.
- 1936 — Кеннет Геддес Вільсон, американський фізик, нобелівський лауреат 1982.

- 1947 — Ерік Вішаус, американський біолог лауреат Нобелівської премії у галузі фізіології та медицини 1995.
- 1955 — Хосе Антоніо Камачо, іспанський футбольний тренер.
- 1955 — Тім Бернерс-Лі, винахідник інтернету.
- 1959 — СіТі Флетчер, американський паверліфтер, шестиразовий чемпіон світу.
- 1977 — Михайло Гічан (Міхон), гітарист київського рок-гурту Крихітка Цахес.
- 1976 — Ліндсі Девенпорт, американська тенісистка.
- 1984 — Хав'єр Маскерано, аргентинський футболіст.
- 1987 — Віктор Гурняк, військовослужбовець 24-го батальйону територіальної оборони «Айдар», учасник російсько-української війні. Герой України.
- 1988 — Михайло Несольоний, молодший сержант Збройних сил України. Герой України.
- 1989 — Ольга Жовнір, українська фехтувальниця, олімпійська чемпіонка
- 1997 — Олена Остапенко, латвійська тенісистка українського походження.

## Померли
Дивись також Категорія:Померли 8 червня
- 632 — Магомет, засновник ісламу, пророк (нар. 570).
- 1651 — Токуґава Ієміцу, третій сьоґун сьоґунату Едо.
- 1742 — Омобоно Страдіварі, італійський майстер смичкових інструментів, син Антоніо Страдіварі.
- 1768 — Йоганн Вінкельман, німецький мистецтвознавець і антиквар.
- 1794 — Готфрід Август Бюргер, німецький поет, відомий баладою «Ленора» (1773)
- 1809 — Томас Пейн, англійський та американський письменник і політичний філософ.
- 1845 — Ендрю Джексон, сьомий президент США.
- 1876 — Жорж Санд, французька письменниця (нар. 1804).
- 1898 — Яків Щоголів, український поет, представник українського романтизму.
- 1899 — Микола Гулак, український громадський і політичний діяч, математик, історик, філософ, літературознавець.
- 1923 — Олександр Данилевський, український біохімік, фізіолог і фармаколог, основоположник біохімії як науки, професор і завідувач кафедри медичної хімії та фізики, нормальної фізіології і фармакології в Харківському університеті.
- 1956 — Марі Лорансен, французька художниця і гравер, художник театру, скульптор. Представниця кубізму, арт-деко.
- 1956 — Ян Лєхонь, польський поет.
- 1970 — Абрагам Маслоу, американський психолог українського єврейського походження.
- 1987 — Настя Присяжнюк, українська фольклористика, освітниця, краєзнавця, революціонера.
- 2006 — Микола Колесса, композитор, український митець, педагог (нар. 1903).
- 2009 — Омар Бонго, президент Габону (1967—2009; нар. 1935).